# Hulettia americana
Hulettia americana è un pesce osseo estinto, vicino all'origine dei teleostei. Visse nel Giurassico medio (Bathoniano, circa 167 - 164 milioni di anni fa) e i suoi resti fossili sono stati ritrovati in Nordamerica.

## Descrizione
Questo pesce era di piccole dimensioni e solitamente non superava i 10 centimetri di lunghezza. Il corpo era di forma slanciata, la testa grossa e il muso arrotondato; la bocca era relativamente profonda. La pinna dorsale era nel terzo posteriore del corpo, mentre la pinna anale era ancora più arretrata. Le pinne ventrali e quelle pettorali erano di piccole dimensioni. La pinna caudale era divisa in due, ed era dotata di numerose scaglie sovrapposte. Una caratteristica di Hulettia era data dalla notevole copertura di scaglie, spesse e ricche di ganoina.

## Classificazione
I primi fossili di questo animale vennero descritti nel 1899 da Eastman, che li attribuì a una nuova specie del genere Pholidophorus (P. americanus). Solo nel 1984 una ridescrizione di questi fossili condusse all'istituzione del genere Hulettia. 
Hulettia è noto grazie a resti fossili ritrovati in Dakota del Sud, Nuovo Messico e Wyoming. È stato a lungo considerato un tipico rappresentante dei folidoforiformi (un ordine di pesci simili ad aringhe tipici della prima parte del Mesozoico), ma attualmente questo gruppo è considerato parafiletico e le affinità di Hulettia non sono state definitivamente chiarite. Si pensa faccia parte di una vasta radiazione evolutiva alla base del grande gruppo dei teleostei.

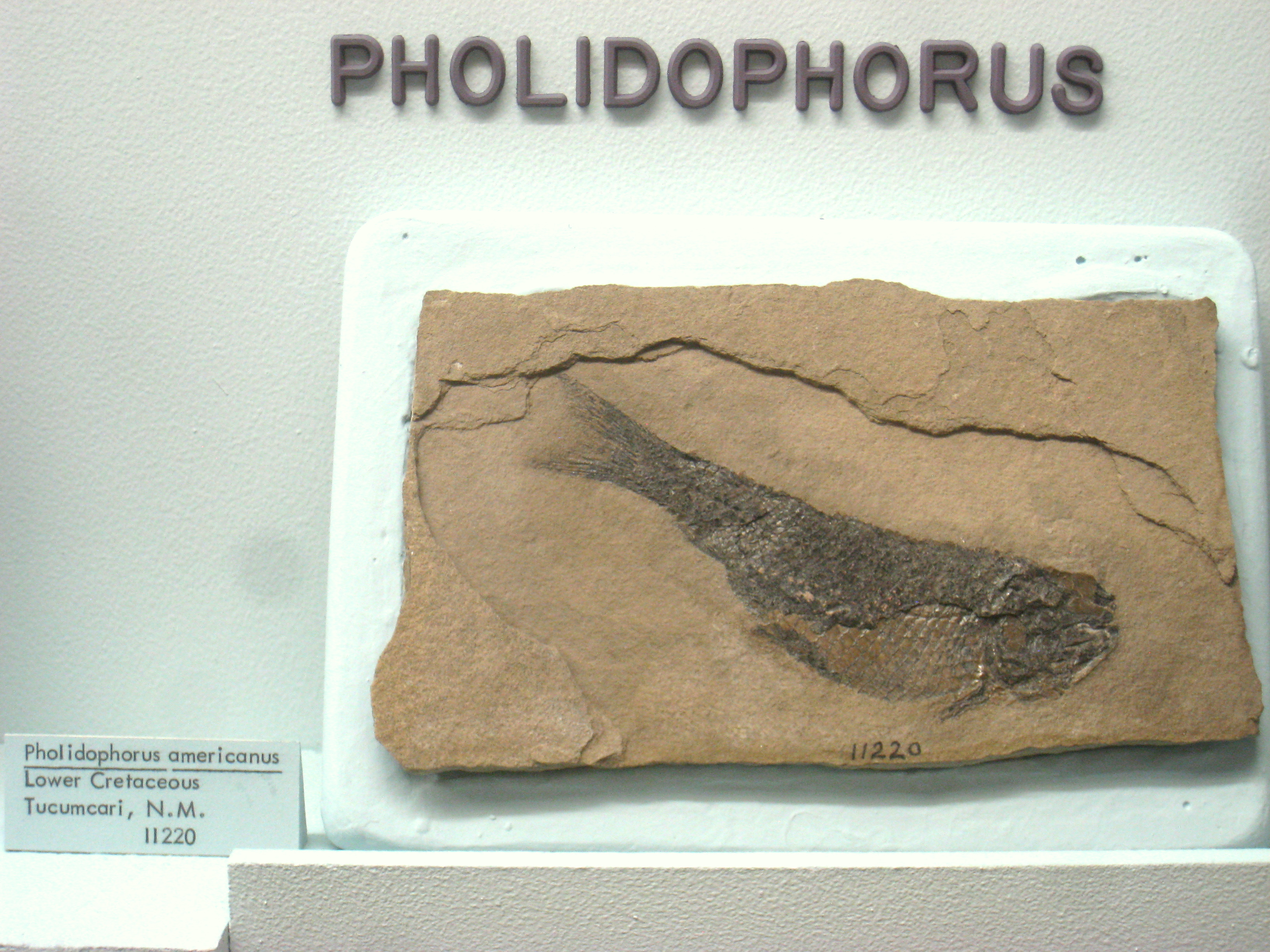
Fossile di Hulettia americana (=Pholidophorus americanus)

## Paleobiologia
Hulettia doveva vivere in un ambiente e in un modo simile all'odierna sanguinerola (Phoxinus phoxinus) o altri pesci che si nutrono di piccole prede. La caratteristica più distintiva di Hulettia era però data dalle sue scaglie estremamente dure e compatte, che dovevano proteggerlo dalla lepidofagia, da parassiti esterni e da attacchi da parte di altri pesci predatori che non potevano ingoiarlo intero. Probabilmente si nutriva di pesci più piccoli (come Todiltia), gamberi e altri crostacei, gasteropodi, vermi e larve acquatiche di insetti. La bocca di Hulettia, dotata di piccoli denti corti, era adatta a cibarsi anche di alghe e altre piante acquatiche ancorate a superfici solide; era quindi un animale opportunista che non dipendeva da un solo tipo di cibo. 
Hulettia era il più grande animale del suo ambiente, ovvero l'antico lago Todilto; non vi erano altri predatori di dimensioni comparabili, e ciò rende Hulettia uno dei più piccoli superpredatori vissuti nel Giurassico. L'ambiente in cui vissero Hulettia e Todiltia era privo di specie di grosse dimensioni, forse a causa dei colossali depositi di uranio (rinvenuti nella formazione Todilto) che potrebbero aver scoraggiato la presenza di grandi organismi quali ittiosauri e pliosauri; questi piccoli pesci svilupparono quindi un isolamento, venendo protetti dalla predazione e dalla competizione trofica. La scomparsa del lago Todilto, milioni di anni dopo, portò anche alla scomparsa delle due specie.